# Hydroksyaceton
Hydroksyaceton, acetol – organiczny związek chemiczny z grupy α-hydroksyketonów (α-ketoli). Jest pochodną acetonu zawierającą grupę hydroksylową przy atomie węgla 1.

## Występowanie
Występuje naturalnie jako metabolit m.in. człowieka, myszy czy bakterii E. Coli. Jest produktem pośrednim w metabolizmie glicyny, seryny i treoniny.

## Otrzymywanie
Można otrzymać go np. przez:
- utlenianie/dehydrogenację glikolu propylenowego[4][5]:

- dehydratację gliceryny w obecności katalizatora kwasowego[6]:

 + H
2O
- reakcję bromoacetonu z mrówczanem sodu lub potasu bądź z octanem sodu lub potasu, a następnie hydrolizę tak otrzymanego estru z użyciem metanolu[7]

## Zastosowanie
Stosowany jest jako reduktor, m.in. w przemyśle tekstylnym w procesach barwienia (zastępuje sukcesywnie inne związki ze względu na łatwość degradacji), w przemyśle spożywczym jako środek zapachowy do żywności, składnik samoopalaczy, a także w syntezie organicznej, np. do otrzymywania acetonu, glikolu propylenowego, aldehydu propionowego lub pochodnych furanu, a także diacetylu (w wyniku kondensacji z formaldehydem).